# 高華卓
高華卓（Doug Clovechok，？年—）是一位加拿大政治家，於2017年省選舉中當選為聯合黨代表哥倫比亞河-勒維斯托克選區的省議員，至2024年不再連任為止。 
在聯合黨的影子內閣裡，他擔任了官方反對黨黨鞭、哥倫比亞河盆地倡議對策者，以及旅游、艺术和文化對策者。 2024年2月24日，他宣佈不會在該年的大選競逐連任。 
高華卓於2013年首次涉獵省政，也是在哥倫比亞河-勒維斯托克選區參選，唯被時任議員麥羅姆（Norm Macdonald）擊敗，未能當選。
在2017年，高華卓再次在相同選區參選，這次，他的對手是新民主黨籍的Gerry Taft。這次選舉中，高華卓出乎意料地勝選了。而在事後的分析中，Taft的落敗被歸咎於一場他輸了的誹謗官司。 
當選前，他曾經是卡加利教育局的一名高中老師。 
1993 年，他曾參加卡加利市議會的補選，卻輸給了霍華思（Bob Hawkesworth）。 此外，他也曾擔任卡加利教育合作基金的CEO 20年，亦曾担任落基山學院英佛米爾分校的校園主管。 